# الكسندر ووكر
الكسندر ووكر (بالإنجليزية: Alexander Walker)‏ هو صحفي وناقد سينمائي بريطاني، ولد في 23 مارس 1930 في بورتاداون ‏ في المملكة المتحدة، وتوفي في 15 يوليو 2003.

## وصلات خارجية
- الكسندر ووكر على موقع IMDb (الإنجليزية)
- الكسندر ووكر على موقع روتن توميتوز (الإنجليزية)
- الكسندر ووكر على موقع ديسكوغز (الإنجليزية)
- الكسندر ووكر على موقع قاعدة بيانات الفيلم (الإنجليزية)